# Lachnabothra walgalu
Lachnabothra walgalu là một loài bọ cánh cứng trong họ Chrysomelidae. Loài này được Reid miêu tả khoa học năm 1999.